# Memory (minialbum)
Memory – czwarty minialbum południowokoreańskiej grupy Mamamoo, wydany 7 listopada 2016 roku przez wytwórnię RBW. Głównym singlem z płyty jest „Décalcomanie” (oryg. Decalcomanie (데칼코마니)). Sprzedał się w nakładzie 51 198 egzemplarzy w Korei Południowej (stan na marzec 2018).

## Lista utworów
| CD | CD                                                     | CD                                                      | CD                        | CD                              | CD      |
| Nr | Tytuł utworu                                           | Tekst                                                   | Kompozycja                | Aranżacja                       | Długość |
| -- | ------------------------------------------------------ | ------------------------------------------------------- | ------------------------- | ------------------------------- | ------- |
| 1. | „Geurigo Geurigo Geuribwa” (kor. 그리고 그리고 그려봐) | Kim Do-hoon(RBW), Solar, Moonbyul                       | Kim Do-hoon               | Shinmin                         | 3:52    |
| 2. | „Décalcomanie” (kor. Decalcomanie (데칼코마니))        | Kim Do-hoon, Solar, Moonbyul, Hwasa                     | Kim Do-hoon               | Kim Do-hoon, MGR, Park Woo-sang | 3:36    |
| 3. | „NEW YORK”                                             | Park Woo-sang, Kim Ma-cho, Moonbyul                     | Park Woo-sang             | Park Woo-sang                   | 3:02    |
| 4. | „Moderato” (feat. Hash Swan)                           | Wheein, Park Woo-sang, Hash Swan                        | Wheein, Park Woo-sang     | Park Woo-sang                   | 3:59    |
| 5. | „Angel”                                                | Park Woo-sang                                           | Park Woo-sang             | Park Woo-sang                   | 3:33    |
| 6. | „DAB DAB”                                              | Park Woo-sang, Kim Ma-cho                               | Park Woo-sang, Kim Ma-cho | Park Woo-sang                   | 2:50    |
| 7. | „Nohji Anheulge” (kor. 놓지 않을게)                    | Moonbyul, Solar, Hwasa                                  | Kim Do-hoon               | Choi Yong-chan                  | 4:25    |
| 8. | „Gidaehaedo Joheun Nal” (kor. 기대해도 좋은 날)        | Cosmic Sound, Cosmic Girl, Jang Yoon-seo, Park Woo-sang | Cosmic Sound, Cosmic Girl | Cosmic Sound, Cosmic Girl       | 3:14    |

## Notowania
| Lista                       | Pozycja |
| --------------------------- | ------- |
| Gaon Weekly Album Chart     | 3       |
| US World Albums (Billboard) | 12      |
| Five Music (Tajwan)         | 3       |